# Келмікюля
Келмікюля (ест. Kelmikülä) — колишнє село в Естонії, входить до складу волості Вастсе-Куусте, повіту Пилвамаа. У 2001 році об'єднано з селом Карілатсі.
| Естонія | Це незавершена стаття з географії Естонії. Ви можете допомогти проєкту, виправивши або дописавши її. |